# Leo Ryan

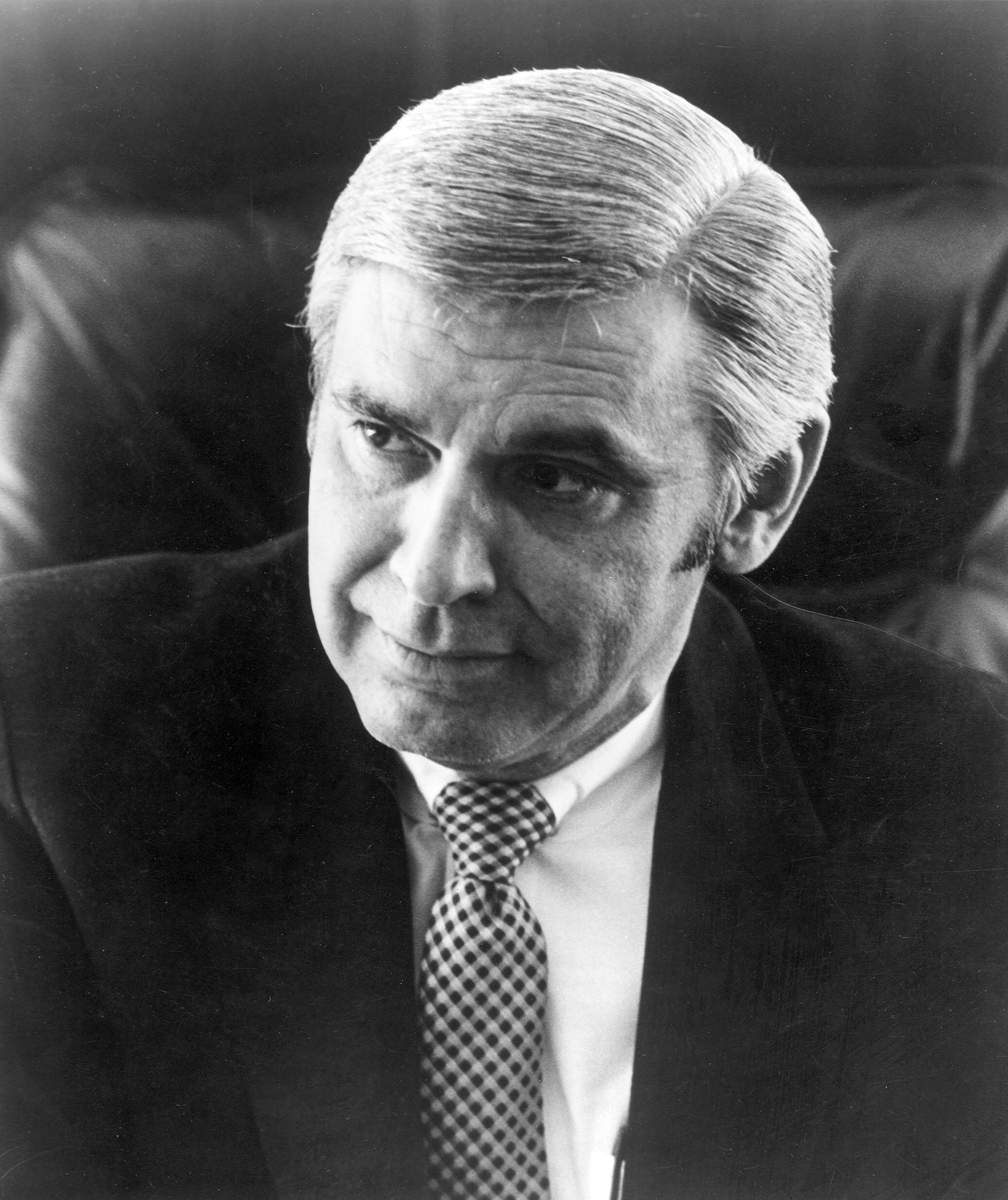
Leo Ryan

Leo Joseph Ryan, Jr. (Lincoln, 5 mei 1925 – Port Kaituma, 18 november 1978) was een Amerikaans politicus voor de Democratische Partij.
In 1962 was hij burgemeester van South San Francisco. Ryan was U.S. Representative van het 11e congresdistrict van Californië van 1973 tot aan het moment dat hij vermoord werd door leden van Peoples Temple in het vliegveld van Port Kaituma kort voordat zij collectief zelfmoord pleegden. Dezelfde dag stierven 909 sekteleden.
- Gemeinsame Normdatei: 142597864
- International Standard Name Identifier: 0000 0000 2499 1700
- Library of Congress Control Number: n79092594
- Nationale Bibliotheek van Israël: 987007368968205171
- SNAC: w6668hs9
- Biographical Directory of the United States Congress: R000558
- Virtual International Authority File: 45581669
- WorldCat: E39PBJf8vFgqBMtyw69mHJPG73